# Martin Rogers
Martin Hartley Guy Rogers (* 11. Juni 1925; † 28. Dezember 2012) war ein britischer Diplomat.

## Leben
Als britischer Hochkommissar war Martin Rogers 1975 von der Regierung Wilson in das westafrikanische Gambia entsandt worden, er löste James R. W. Parker ab. Seine Amtszeit in Gambia endete 1979, sein Nachfolger in Gambia wurde Eric N. Smith.

## Familie
Martin Rogers war der Sohn von Rev. Canon T. Guy Rogers und Marguerite Inez Rogers. Er heiratete 1959 Jean Beresford Chinn. Aus dieser Ehe stammte ein Sohn und drei Töchter.